# کولی بایندر
کولی بایندر، روستایی از توابع بخش مرکزی شهرستان کلاله در استان گلستان ایران است.

## جمعیت
این روستا در دهستان زاوکوه قرار دارد و براساس سرشماری مرکز آمار ایران در سال ۱۳۸۵، جمعیت آن ۶۲۳ نفر (۱۳۳خانوار) بوده‌است.